# Johann Schär
Johann Schär (1824 - 1906), was een Zwitsers politicus.
Johann Schär was lid van de Regeringsraad van het kanton Bern. Van 1 juni 1888 tot 31 mei 1889 voorzitter van de Regeringsraad (dat wil zeggen regeringsleider) van het kanton Bern.
Johann Schär was partijloos.